# Rivière Mystérieuse
Rivière Mystérieuse är ett vattendrag i Kanada.   Det ligger i provinsen Québec, i den sydöstra delen av landet, 300 km nordost om huvudstaden Ottawa. Rivière Mystérieuse ligger vid sjön Petit lac Wayagamac.
I omgivningarna runt Rivière Mystérieuse växer i huvudsak blandskog. Trakten runt Rivière Mystérieuse är nära nog obefolkad, med mindre än två invånare per kvadratkilometer.